# Afghanistans ambassad i Stockholm
Afghanistans ambassad i Stockholm är Afghanistans beskickning i Sverige. Den öppnade 2013 och ambassadör är sedan 2019 Abbas Noyan. Ambassaden är belägen på Skepparbacken 2B, Saltsjö-Duvnäs, Nacka kommun. Den konsulära sektionen ligger i Kista. 
Fram till 2017 fanns ambassaden i Lidingö. Den villa som sedan dess inrymmer ambassaden med tillhörande residens inköptes 2017 för 42 miljoner kronor.
Sedan talibanernas maktövertagande i Afghanistan i augusti 2021 har Abbas Noyan, liksom en rad andra ambassadörer i olika länder, fortsatt att fungera som ambassadör "för det afghanska folket" och utan att representera talibanerna. I juli 2024 deklarerade talibanregimen att man inte längre accepterar pass och andra dokument som utfärdats av ett antal sådana ambassader, däribland den i Sverige.

## Beskickningschefer
| Namn         | Period    | Funktion   |
| ------------ | --------- | ---------- |
| Hameed Haami | 2013–2019 | Ambassadör |
| Abbas Noyan  | 2019–     | Ambassadör |